# Exelastis vuattouxi
Exelastis vuattouxi là một loài bướm đêm thuộc họ Pterophoridae. Nó được biết đến ở Bờ Biển Ngà và Nigeria.